# Arrondissement de Ngoye

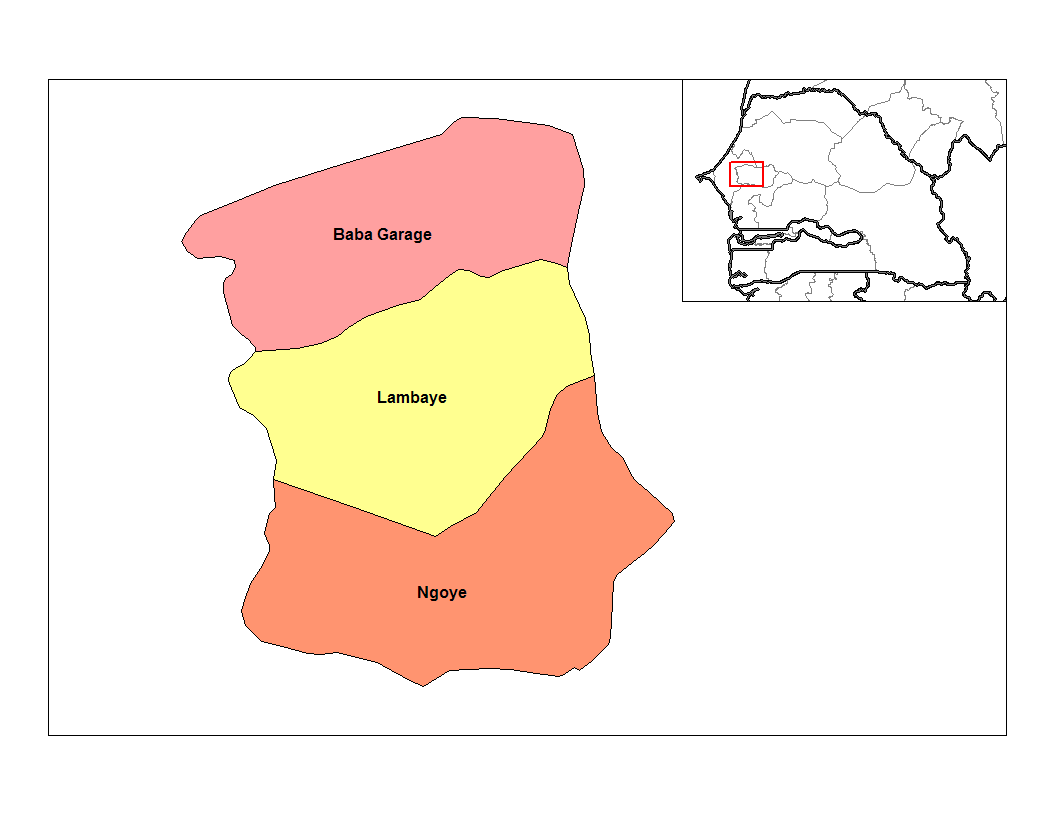
Cartes des arrondissements du département de bambey au Sénégal.

Pour les articles homonymes, voir Ngoye.
L'arrondissement de Ngoye est l'un des arrondissements du Sénégal. Il est situé au sud du département de Bambey, dans la région de Diourbel.
Il compte quatre communes  :
- Commune de Ngoye
- Commune de Thiakhar
- Commune de Ndondol
- Commune de Dangalma

Son chef-lieu est Ngoye.